# Doug Martin
Douglas Martin (* 13. Januar 1989 in Oakland, Kalifornien) ist ein ehemaliger US-amerikanischer American-Football-Spieler auf der Position des Runningbacks. Er spielte für die Tampa Bay Buccaneers und Oakland Raiders in der National Football League (NFL).

## College
Martin besuchte von 2007 bis 2011 die Boise State University. Insgesamt erlief er 3.431 Yards und 43 Touchdowns bei 617 Läufen.
Im College wurde er von seinen Teamkollegen wegen seines Aussehens Muscle Hamster getauft. Martin mag diesen Spitznamen mittlerweile nicht mehr und möchte eigentlich nicht so genannt werden.

## NFL

### Tampa Bay Buccaneers

#### Rookie-Saison (2012)
Martin wurde in der 1. Runde des NFL Draft 2012 von den Tampa Bay Buccaneers an 31. Stelle ausgewählt.
Er konnte in seiner Rookie-Saison sofort überzeugen, schaffte 1.454 Yards und 11 Touchdowns und wurde nach seiner ersten NFL-Saison gleich in den Pro Bowl gewählt. Außerdem war er für den NFL Rookie of the Year Award nominiert.

#### 2013
In der Saison 2013 verletzte sich Martin sehr früh an der Schulter, wurde am 8. November 2013 auf die Injured Reserve List gesetzt und verpasste den Rest der Saison.

#### 2014
Auch die Saison 2014 war für Martin persönlich keine leichte. Er konnte nicht an seine Rookie-Saison anknüpfen und schaffte nur 494 Yards und 2 Touchdowns bei 134 Läufen. Durch eine Knieverletzung und einen verstauchten Knöchel verpasste er ein paar Spieltage der Saison.

#### 2015
In der Saison 2015 konnte Martin wieder an seine guten Leistungen der Rookie-Saison anknüpfen. Er erzielte 1.402 Yards bei 288 Läufen und schaffte immerhin 6 Touchdowns. Durch seine guten Leistungen wurde er zum zweiten Mal in seiner NFL-Karriere in den Pro Bowl und in das All-Pro-Team gewählt.

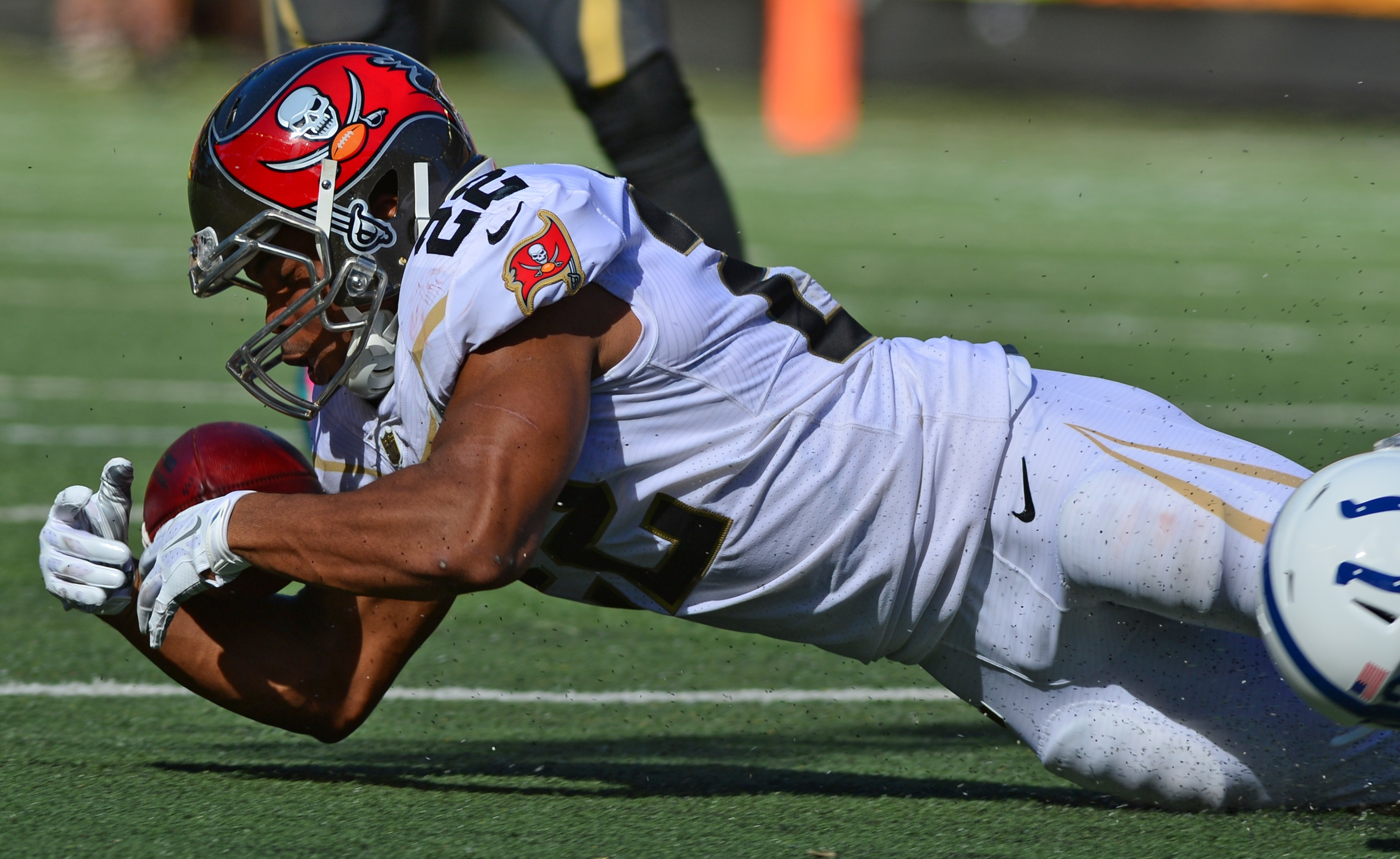
Martin beim Pro Bowl 2016

#### 2016
Vor Beginn der Saison 2016 unterschrieb Martin einen Fünfjahresvertrag bei den Buccaneers, was ihm 35,75 Mio. US-Dollar einbringt. Zu Saisonende erhielt er eine Suspendierung über vier Spiele, da ihm die Nutzung des Dopingmittels Adderall nachgewiesen wurde. Die Sperre begann mit dem letzten Spiel der Regular Season 2016.

#### 2017
Die restlichen drei Spiele seiner Sperre aus der Saison 2016 fielen auf die ersten drei Spieltage der Regular Season 2017, weshalb er die Saison auf der Suspendiertenliste begann. Nach der Saison 2017 wurde Martin von den Buccaneers in die Free Agency entlassen.

### Oakland Raiders

#### 2018
Am 15. März 2018 unterschrieb Martin einen Einjahresvertrag bei den Oakland Raiders.

## NFL-Statistik
| 2012            | Tampa Bay Buccaneers | 16 | 16 | 319   | 1.454 | 4,6 | 70T | 11 | 49  | 472   | 9,6 | 64T | 1 | - | -  | -    | -  | - | 1  | 1  |
| 2013            | Tampa Bay Buccaneers | 6  | 6  | 127   | 456   | 3,6 | 28  | 1  | 12  | 66    | 5,5 | 13  | 0 | 1 | 40 | 40,0 | 40 | 0 | 2  | 1  |
| 2014            | Tampa Bay Buccaneers | 11 | 11 | 134   | 494   | 3,7 | 63  | 2  | 13  | 64    | 4,9 | 20  | 0 | - | -  | -    | -  | - | 0  | 0  |
| 2015            | Tampa Bay Buccaneers | 16 | 16 | 288   | 1.402 | 4,9 | 84  | 6  | 33  | 271   | 8,2 | 25  | 1 | - | -  | -    | -  | - | 5  | 5  |
| 2016            | Tampa Bay Buccaneers | 8  | 8  | 144   | 421   | 2,9 | 17  | 3  | 14  | 134   | 9,6 | 27  | 0 | - | -  | -    | -  | - | 1  | 1  |
| 2017            | Tampa Bay Buccaneers | 11 | 8  | 138   | 406   | 2,9 | 27  | 3  | 9   | 84    | 9,3 | 17  | 0 | - | -  | -    | -  | - | 1  | 1  |
| 2018            | Oakland Raiders      | 16 | 9  | 172   | 723   | 4,2 | 29  | 4  | 18  | 116   | 6,4 | 23  | 0 | - | -  | -    | -  | - | 3  | 3  |
| Total           | Total                | 84 | 74 | 1.322 | 5.356 | 4,1 | 84  | 30 | 148 | 1.207 | 8,2 | 64  | 2 | 1 | 40 | 40,0 | 40 | 0 | 13 | 12 |
| Quelle: NFL.com |                      |    |    |       |       |     |     |    |     |       |     |     |   |   |    |      |    |   |    |    |